# Agata (lied)
Agata is een lied gecomponeerd door Egidio Pisano en Giuseppe Cioffi. Het dateert van ongeveer 1934. Van het lied zijn minstens een vijftal opnamen beschikbaar. Het nummer is van origine in het Italiaans geschreven. De eerstbekende opname is van Nino Taranto in 1938 op Columbia Records. Hij zong wel vaker nummers van Pisano en Cioffi, zoals Ciccio Formaggio.

## Nino Ferrer
Agata is de enige single waarmee Nino Ferrer succes had in Nederland. De Frans/Italiaanse zanger had meer succes in eigen land. Agata is zowel de titel van de single als van een elpee en van een ep. De elpee kreeg overigens deze titel pas nadat de single succes had (daarvoor was de titel Nino Ferrer). Detail op de Nederlandse uitgave van de single is dat vermeld wordt dat het in het Spaans gezongen wordt. In Frankrijk werd het lied uiteraard in het Frans uitgegeven.

## Hitnotering

### Nederlandse Top 40
| Positie: | 33 | 18 | 11 | 8 | 8 | 9 | 10 | 12 | 19 | 24 | 29 | 29 | 34 | uit |

### NederlandseHilversum 3 Top 30
| Positie: | 18 | 11 | 8 | 5 | 9 | 9 | 10 | 15 | 27 | uit |

### NPO Radio 2 Top 2000
Agata stond alleen in 1999 in de NPO Radio 2 Top 2000, op plek 1989.

## Nederlandstalige coverversies

### Ben Cramer
Omstreeks dezelfde tijd kwam een gelijknamige single uit: een indringende versie met de karakteristieke knik-in-de-stem van Ben Cramer, met als B-kant Mijn Maria. Muziekproducent Pierre Kartner gaf het uit op zijn “eigen” platenlabel Elf Provinciën en leverde waarschijnlijk ook de vertaling. Het had weinig succes: het haalde in de Top 40 slechts de 29e plaats.

### André van Duin
Bert Schouten, muziekproducent van Van Duin was verhuisd van Philips Records naar CNR Records en nam in 1970 contact op met de vraag of hij niet weer eens een geinig singletje wilde uitbrengen. Harry van Hoof werd als arrangeur aangetrokken die tevens het orkest dirigeerde. De B-kant 'k Loop in m'n blootje voor m'n broodje is eveneens een cover. De originele titel luidde I'm married to a striptease dancer door Charlie Abbott. Dat lied werd echter bekender in de Duitse versie Striptease-Susi door Ralf Bendix. De Nederlandse tekst werd door André van Duin in dit geval zelf geschreven.
André van Duins versie van Agata haalde de Nederlandse hitparades niet.

## Verdere versies
In 2003 verscheen er weer een Italiaanse versie. Dit keer zong Massimo Raneiri het, hetgeen ook geen plaats in de Nederlandse hitparades haalde.